# Potamogeton cognatus
Potamogeton cognatus är en nateväxtart som beskrevs av Paul Friedrich August Ascherson och Karl Otto Robert Peter Paul Graebner. Potamogeton cognatus ingår i släktet natar, och familjen nateväxter. Inga underarter finns listade.